# 尾藤イサオ
尾藤 イサオ（びとう イサオ、1943年〈昭和18年〉11月22日 - ）は、俳優・歌手・ジャグラー・声優。本名：尾藤 功男（びとう いさお）。
東京都、現在の台東区出身。身長168cm、体重55kg、血液型A型。
父は百面相や形態模写を得意とした落語家で寄席芸人の3代目松柳亭鶴枝。母も芸人であった。長女は歌手の尾藤桃子。

## 来歴
1953年に、曲芸師・鏡味小鉄の内弟子となり鏡味鉄太郎を名乗って、幼少時代は太神楽の曲芸師として活躍。小鉄と兄弟子・小次郎存命時には、3人で共演することもあった。高校時代はロカビリーなどの音楽に興味を持つ。
1960年プロダクションの門をたたき、バンド「ジャッキー吉川とブルー・コメッツ」をバックに練習に励む。
1961年から翌1962年5月まで、アメリカのハリウッドに渡り勉強する。帰国後の9月、フランツ・フリーデルをリーダーとするバンド「ファイア・ボール」の一員になり、東京都内のジャズ喫茶に出演するようになる。当時のレパートリーは「ジェニ・ジェニ」「ルシア」「火の玉ロック」「ハウンド・ドッグ」等のロックナンバーであった。ジャズ喫茶での歌唱に目を留めたテレビのプロデューサーにより「パント・ポップショー」（TBSテレビ）や「森永スパーク・ショー」（フジテレビ）にレギュラー出演する。
1963年の「新春日劇ウエスタンカーニバル」初出演。以降「日劇ウエスタンカーニバル」に連続出演する。2月、銀座の音楽喫茶「ニュー美松」で開催されたプロ歌手、バンドのみによる「プロ・ロック・コンテスト」にて歌手部門で1位になる。1963年3月、「ミュージック・ライフ・人気投票」（1962年の人気による投票）では36位に初登場。5月開催の「第20回記念日劇ウエスタンカーニバル」ではプレスリー賞を受賞。
1962年に「東芝レコード」に内定していたものの、初めてのレコードが発売となったのは1964年2月であった。この頃はブルー・コメッツの専属シンガーだったが、クルト・ヴァイル作曲『三文オペラ』の主題曲「マック・ザ・ナイフ」のカヴァー「匕首マッキー」でソロでデビューし、ヒットとなった。以降、シングル盤は1967年までほとんどが、ブルー・コメッツがバックを務め録音され発売された。
1964年3月「ミュージック・ライフ・人気投票」では18位になる。7月、アニマルズのカヴァー『悲しき願い』（原題 Don't Let Me Be Misunderstood）発売。大ヒットとなり、彼の代表作となる（1978年にセルフカヴァーし、再びヒットさせている）。10月に内田裕也との初のアルバム『ロック、サーフィン、ホッドロッド』発売。（尾藤のソロ4曲。デュエットが4曲。演奏：ブルージーンズ、ブルー・コメッツ）。
1965年12月、内田裕也とのアルバム第2弾『レッツ・ゴー・モンキー』（演奏：ブルージーンズ、ブルー・コメッツ）を発売。この2枚のアルバムはグループ・サウンズ発祥前の日本のロックである。この年3月の「ミュージック・ライフ・人気投票」では7位になり、初のベストテン入り。
1966年、ビートルズ日本公演の前座として内田裕也、ブルージーンズ、ブルー・コメッツ等と出演し、合同演奏を行った。
12月初のソロアルバム「ワーク・ソング」発売。
1970年、テレビアニメ『あしたのジョー』の主題歌を歌い、これも彼の代表作となる。
1970年代からは俳優としての活動が顕著となり、二枚目半・三枚目・小悪党などを演じてきた。市川崑監督の映画『股旅』で三人主役の一人、テレビドラマ『幻のぶどう園』（NHK）で主演。『特捜刑事マイアミ・バイス』（1984年 - 1989年）では、リカルド・タブス役であるフィリップ・マイケル・トーマスの吹き替えをした。市川作品では独自の斜に構えたユーモアを発揮。最晩年に到って5本の映画に立て続けに招かれている。
2012年、たいとう観光大使  に就任。
近年は「夢スター歌謡祭 春組対秋組歌合戦」に出演し、全国各地を回っている。

## 人物・エピソード
- ジャグリングの達人でもあり老境を迎えてなおステージやテレビ番組で衰えぬ腕前を披露する。
- 駄洒落が得意である。
- 読売ジャイアンツのファンである。
- ビートルズ日本公演の前座に出演した後、内田裕也と一緒にステージの真下でビートルズの演奏を見ていた。この公演では、事故や混乱防止のため会場である日本武道館のアリーナには座席は設置されず、結果的にビートルズの演奏を最も間近で見ていた一人となった[4]。
- 『あしたのジョー』の主題歌には「ルルル〜」と歌う箇所があるが、寺山修司はこの部分の歌詞も作っていた。尾藤がレコーディング中に歌詞を忘れ、咄嗟にアドリブで歌ったところ「この方がいい」とそのまま採用された。

## 発表作品

### シングル

#### 東芝音楽工業・東芝EMI
- 匕首マッキー（マック・ザ・ナイフ）/審判のテーマ(1964年2月)レコードデビュー曲※A面ボビー・ダーリンのカヴァー：B面フランス映画「審判」より
- 淋しいだけじゃない/泣かせるあの娘(1964年4月)※A面クリフ・リチャードのカヴァー：B面ザ・トラッシュメンのカヴァー
- ベビーに逢う時/ワーク・ソング(1964年6月)※A面リトル・トニーのカヴァー：B面ジャズ・スタンダード
- 悲しき願い/シンキング・オブ・ユー・ベイビー(1964年7月)※A面アニマルズのカヴァー：B面デイヴ・クラーク・ファイヴのカヴァー※東芝ヒット賞受賞
- 悲しきパラダイス/シーズ・アバウト・ア・ムーバー(1964年12月)※A面ボビー・ウッドのカヴァー：B面サー・ダグラス・クインテットのカヴァー
- 悲しき叫びのブルース/涙のギター(1965年2月)※A面ボストン・クラブスのカヴァー：B面オリジナル※「涙のギター」東芝ヒット賞受賞
- 悲しきさだめ/悲しき祈り(1965年5月) ※A面オリジナル：B面ファビュラス・エコーズのカヴァー
- 恋の苦しみ/孤独の町(1966年9月)※オリジナル
- ワーク・ソング/日はまた昇る(1966年11月) ※A面ジャズ・スタンダード（ブルー・コメッツ演奏）：B面オリジナル[5]
- ちぎれた涙/孤独の叫び(1967年2月) ※以下オリジナル
- センチメンタル波止場/ダーティー・ドッグ(1967年8月)
- 銀の十字架/命のしずく(1967年10月)
- 風のうわさ/片想いのひとしずく(1968年8月)[6]
- あしたのジョー/ジョーの子守唄〈B面：歌 小池朝雄〉(1970年) ※TVアニメ『あしたのジョー』主題歌／作詞：寺山修司、作曲：八木正生）
- 女の恋は/心の花びら(1969年3月) [6]
- 墓石はいらない/バラバラ(1970年)
- 君におぼれて/雨にぬれた明日(1972年4月)
- すべてが終わった/旅人は夜明けに帰る(1973年)
- ワルのテーマ/ワル(1973年) ※B面東映映画『非情学園ワル』主題歌
- 赤鬼と青鬼のタンゴ/サラマンドラ(1978年1月) ※A面・B面共にNHK『みんなのうた』で放送された楽曲。『みんなのうた』では、2曲共に1984年にはステレオ音声で再録音されている。
- 悲しき願い/裸足のマリー(尾藤イサオ＆ドーン)(1978年3月、ETP-10396) ※A面悲しき願い…サンタ・エスメラルダのカバー版がディスコソングとして流行したことを受けて、1978年に再録音した。※ドーン（日野葉子/佐藤曜子、佐藤はのちに「沢よう子」の芸名に改名し、秋しげるとビューティフル・ロマンに参加。）
- 涙のギター/ジプシー・ロード(尾藤イサオ＆ドーン)(1978年7月)
- 巷に雨が降るごとく/ブロウ(1978年9月) ※A面昭和53年度第11回古賀賞グランプリ受賞曲
- 剣の舞 /人生はカード・ゲーム(尾藤イサオ＆ドーン)(1979年2月) 
  - A面はバレエ「ガイーヌ」の楽曲のカヴァーで、『レッツゴーヤング』での歌唱時には、太神楽経験を生かしたと思われる見事なサーベル捌きを披露した[7]。
- あしたのジョー/あしたのジョー〜美しき狼たち(1980年3月) ※B面映画版ボクシングアニメ『あしたのジョー』主題歌、おぼたけしのカヴァー
- シー・ユー・アゲイン雰囲気/彼女はムービング・オン(1981年9月) ※(日本ヘラルド映画『の・ようなもの』主題歌)
- 悲しき願い'60s to '90s（1997年2月26日）　-　悲しき願い '97 (ニュー ver.)/悲しき願い '97 (リミックス ver.)/悲しき願い '78 (尾藤イサオ＆ドーン ver.)/悲しき願い '65 (オリジナル ver.)/ 悲しき願い '97 (カラオケ ver.)
- 「熱き鼓動」「未来の行方（あしたのゆくえ）」（『私立ジャスティス学園』PS版主題歌、およびエンディング・テーマ。シングル発売は1998年）

### アルバム
| 発売日               | レーベル                               | 規格           | 規格品番       | アルバム | 備考                 |
| -------------------- | -------------------------------------- | -------------- | -------------- | --- | -------------------- |
| 尾藤イサオ・内田裕也 |                                        |                |                | |                      |
| 1964年10月           | 東芝音楽工業                           | LP             |                | ロック、サーフィン、ホット・ロッド |                      |
| 1993年5月26日        |                                        | CD             | TOCT-8018      | ロック、サーフィン、ホット・ロッド |                      |
| 2006年9月6日         |                                        | CD             | TOCT-11140〜41 | ロック、サーフィン、ホット・ロッド |                      |
| 1965年12月           | 東芝音楽工業                           | LP             |                | レッツ・ゴー・モンキー |                      |
| 1993年5月26日        |                                        | CD             | TOCT-8021      | レッツ・ゴー・モンキー |                      |
| 2006年9月6日         |                                        | CD             | TOCT-11140〜41 | レッツ・ゴー・モンキー |                      |
| 尾藤イサオ           |                                        |                |                | |                      |
| 1966年12月5日        | 東芝音楽工業                           | LP             | TP-7151        | ワーク・ソング A面： 1. ワーク・ソング 2. 蜜の味 3. 恋の苦しみ 4. グリーン・グリーン 5. ローラに好きだといってくれ 6. 泣かずに笑って B面： 1. 孤独の町 2. ロックンロール・ミュージック 3. ユー・アー・マイ・サンシャイン 4. 悲しき願い 5. 涙のギター 6. ダイナマイト ボーナス・トラック： 1. 泣かせるあの娘 2. センチメンタル波止場 3. 銀の十字架 4. 匕首マッキー 5. 悲しき願い 6. あしたのジョー |                      |
| 2008年9月26日        |                                        | CD（紙ジャケ） | TOCT-26677     | ワーク・ソング A面： 1. ワーク・ソング 2. 蜜の味 3. 恋の苦しみ 4. グリーン・グリーン 5. ローラに好きだといってくれ 6. 泣かずに笑って B面： 1. 孤独の町 2. ロックンロール・ミュージック 3. ユー・アー・マイ・サンシャイン 4. 悲しき願い 5. 涙のギター 6. ダイナマイト ボーナス・トラック： 1. 泣かせるあの娘 2. センチメンタル波止場 3. 銀の十字架 4. 匕首マッキー 5. 悲しき願い 6. あしたのジョー | ボーナス・トラック入 |
| 尾藤イサオ＆ドーン   |                                        |                |                | |                      |
| 1978年7月20日        | 東芝EMI                                | LP             | ETP-80026      | 涙のギター/悲しき願い A面： 1. 涙のギター 2. 悲しき願い 3. 街並みは絵本 4. 夕映えの森 5. ワーク・ソング B面： 1. ジプシーロード 2. ブロウ 3. 朝日のあたる家 4. ベビーにあうとき 5. 裸足のマリー |                      |
|                      | MEG-CD                                 | CD             |                | 涙のギター/悲しき願い A面： 1. 涙のギター 2. 悲しき願い 3. 街並みは絵本 4. 夕映えの森 5. ワーク・ソング B面： 1. ジプシーロード 2. ブロウ 3. 朝日のあたる家 4. ベビーにあうとき 5. 裸足のマリー |                      |
| 尾藤イサオ           |                                        |                |                | |                      |
| 2009年               |                                        | CD             |                | あしたのジョー 21st century ver. 1. 傷だらけの栄光 (Anniversary ver.) 2. あしたのジョー〜美しき狼たち (21st century ver.) 3. 青春の終章~JOE…FOREVER~ (Anniversary ver.) 4. あしたのジョー (Anniversary ver.) 5. あしたのジョー（オリジナル ver.） |                      |
| 2009年8月4日         |                                        | CD             | SUR-004        | オマージュ HOMME 1. 星屑の町 2. 見上げてごらん夜の星を 3. マリアの泉 4. プカプカ 5. たどりついたらいつも雨降り 6. ダスティン・ホフマンになれなかったよ 7. 酒と泪と男と女 8. 横浜ホンキートンク・ブルース 9. ヘイ・ヘイ・ブルース 10. 東京ナイト・クラブ |                      |
| 2012年9月5日         | (株)カルチュア・コンビニエンス・クラブ | CD             | QIAG-11074     | 尾藤イサオ スーパーベスト 尾藤イサオ初のCDベスト。「The Best Value999」シリーズの1枚。全12曲。 |                      |
| 2013年12月4日        |                                        | CD             | TYCN-60113     | 尾藤イサオ ゴールデン☆ベスト 一般発売としては初のCDベスト。全21曲。 親友であった尾崎紀世彦を偲んで、オリジナル・カラオケ 使用の、新たにレコーディングした「また逢う日まで」を収録。 |                      |

#### 他の作品
- 『赤いダイヤ』（1963年放映、テレビドラマ）主題歌（未音盤化）
- 『バンパイヤ』エンディング・テーマ「トッペイのバラード」（1968年〜1969年放映）
- 「赤鬼と青鬼のタンゴ」（1977年12月、NHKみんなのうた）
- 「フラミンゴのワルツ」（1988年10月、NHKみんなのうた）
- 「モスラ・メタル」（1998年、映画『モスラ』シリーズのベスト・アルバム『決定版モスラ』に収録。「モスラの歌」のリアレンジ・バージョン。「尾藤イサオ＆ザ・ピーナッツ」名義で、ピーナッツと音の上で“共演”している。柴田直人（元LOUDNESS、現ANTHEM）プロデュース）
- 「心21」（徳島県健祥会テーマソング、作詞・作曲：水野有平）
- 「カ☆ラ☆カ☆ラ」（2007年。バンバンバザールの楽曲に、ゲストボーカルとして参加）

## 出演

### テレビドラマ
- シークレット部隊 第17話「結婚の夜!消えた花嫁」（1972年、TBS）
- 家光が行く（1972年、NTV） - 辰吉
- 連続テレビ小説（NHK）
  - 藍より青く（1972年 - 1973年）
  - おていちゃん（1978年） - 大山源太
  - ハイカラさん（1982年）
  - はっさい先生（1987年）
  - あぐり（1997年） - 佐々木(墓石屋)
  - すずらん（1999年）第136話よりレギュラー
- なんたって18歳!（1972年、TBS）
- ママはライバル（1972年、TBS）
- 追跡　第6話「悲しき天使」（1973年、KTV）
- 白い影（1973年、TBS） - 戸田次郎
- 新十郎捕物帖・快刀乱麻（1973年、ABC） - 荒牧英太郎
- どてらい男（1973年-1977年、KTV） - エドモンド
- 丹下左膳（1974年）
- ありがとう（第4シリーズ）（1974年-1975年、TBS） - 久保田草介
- 夜明けの刑事（TBS）
  - 第15話「ウソの結婚・刑事はつらいよ」（1975年）
  - 第89話「犯人は誰だ!恐怖のアパート連続殺人」（1976年）
  - 第108話「その結婚式まてェーッ!」（1977年）
- 剣と風と子守唄 第1話「ひとり戦争」（1975年、NTV・三船プロ） - 雨太郎
- ふりむくな鶴吉 第22話「千両無縁」（1975年、NHK）
- 銀河テレビ小説（NHK）
  - 遠きにありて（1975年） - 直治
  - 幻のぶどう園（1976年） - 小松亨
  - 熱き涙を（1978年） - 武治
- 太陽にほえろ! 第167話「死ぬな! テキサス」（1975年、NTV） - 黒木礼二
- 遠山の金さん 第1シリーズ第26話「金の大黒を追え!!」（1975年、NET） - 正吉
- うわさの委員会（1975年11月30日、NHK）
- 破れ傘刀舟 悪人狩り 第82話「黄金地獄」（1976年、NET・三船プロ）
- 高原へいらっしゃい（1976年、TBS） - 杉山七郎
- 人魚亭異聞 無法街の素浪人 第1話「駅馬車暁の襲撃」（1976年、NET・三船プロ） - 三吉
- 大河ドラマ（NHK）
  - 花神（1977年） - 伊藤博文
  - おんな太閤記（1981年） - 浅野長政
  - 春の波涛（1985年） - 丸山蔵人
  - 花の乱（1994年） - 左近太郎
  - 軍師官兵衛（2014年） - 伊吹善右衛門
- 破れ奉行 第4話「熱風!黄金地獄館」（1977年、ANB / 中村プロ） - 喜助
- 華麗なる刑事　第28話「明日のない男」（1977年、CX・東宝） - 花田
- 水戸黄門（TBS・C.A.L）
  - 第9部 第21話「偽者にされた黄門様・奈良井」（1978年12月25日） - 小六
  - 第18部 第15話「女意気地の博多織・博多」（1988年12月19日） - 宗太郎
- 熱中時代 刑事編　第2話「熱中刑事vs謎の怪盗」 （1979年、NTV・ユニオン映画） - 怪盗百十号
- Gメン'75（TBS / 東映）
  - 第72話「恐怖のロープウェイ」（1976年） - 井口健二
  - 第90話「スキー場首吊り殺人事件」（1977年）− 平尾俊一刑事こと大島実
  - 第103話「また逢う日まで 響圭子刑事」（1977年） - 鉄夫
  - 第229話「暴走トラック殺人ゲーム」（1979年） - 時松時雄
- おはなちゃん繁昌記 第6話「おしゃべり左門」（1978年、ANB・ホリプロ） - 近藤左門
- おまさ（1980年、NHK） - 欣三
- 桃太郎侍　第182話「命を賭けた恋だった」（1980年、NTV） - 直次
- 特捜最前線　第168話「亡霊・顔の無い女!」（1980年、ANB・東映）
- 名もなく貧しく美しく（1980年、NTV）
- 御宿かわせみ 第4話「王子の滝」（1980年、NHK）
- 旅がらす事件帖（1980年 - 1981年、KTV・国際放映） - 与之助
- 時代劇スペシャル（CX）
  - 清水次郎長 勢揃い清水港（1981年） - 石松
  - 清水次郎長 風雪流れ旅（1982年） - 石松
  - 清水次郎長 男の涙・石松の最后（1982年） - 石松
  - 御用船炎上（1982年） - 乙松
- 竜馬がゆく（1982年、TX）
- 文吾捕物帳 第18話「ここほれ子猫」（1982年、ANB・三船プロ）
- 淋しいのはお前だけじゃない（1982年、TBS）
- 鬼平犯科帳 第3シリーズ 第13話「男の毒」（1982年、テレビ朝日 / 東宝） - 宗七・弥市
- 大岡越前 第6部　第17話「人情仇討ち裁き」（1982年、TBS・C.A.L） - 清吉
- 長七郎天下ご免 第109話「輝け!炭団（たどん）の嫁御寮」（1982年、テレビ朝日） - 信吉
- 春よ来い（1982年 - 1983年、NTV）
- 松本清張の共犯者（1983年、TBS） - 萬木武志
- 西村京太郎トラベルミステリー  第3作「あずさ3号殺人事件」 （1983年6月25日、テレビ朝日/東映） - 加藤昌彦
- 地獄の左門十手無頼帖 「女菩薩供養」（1983年、CX） - 与吉
- 波の盆（1983年、NTV） - 公三
- 心中宵庚申（1984年10月6日、NHK） - 多平
- 事件記者チャボ! 第16話「えっ、チャボがドロボー!?」（1984年、NTV） - 杉本
- 流れ星佐吉 第5話「初恋が呼んだ大怒り」（1984年、KTV・松竹）
- それいけ!ズッコケ三人組（1985年 - 1986年　KTV） - 八谷勝平（ハチベエの父親）役
- な・ま・い・き盛り（1986年、CX）
- 鬼平犯科帳 第1シリーズ 第10話「一本眉」（1989年、CX） - 馬返しの与吉
- 幻の殺意（1990年、CX）
- わんぱく天使（1990年、関西テレビ）　- 川村啓太郎
- 月影兵庫あばれ旅 第2シリーズ 第12話「京の都の鬼を斬れ!」（1990年、TX・松竹） - 五条光麿
- 裸の大将 第46話「清と獅子舞てんてこ舞」（1991年、KTV / 東阪企画） - 阿久津
- 巌流島 小次郎と武蔵（1992年。NHK） - 道家角左衛門
- 世にも奇妙な物語 「つぐない」（1992年） - 権藤賢
- 私は貝になりたい（1994年、TBS新放送センター落成記念特別企画）
- 3番テーブルの客（1996年、フジテレビ）
- ワイルドで行こう（1997年、NTV）
- はみだし刑事情熱系 PART2 第3話「父を夢みた凶悪犯」（1997年、ANB） - 前田和夫（窃盗犯）
- shin-D・おしおきシスターズ（1998年、NTV）
- ひなたぼっこ（1998年 - 1999年、TBS）
- 太陽は沈まない（2000年、CX） - 真崎史朗
- ディア・ゴースト（2000年、MBS）
- 月曜ミステリー劇場 / 税務調査官・窓際太郎の事件簿9（2002年12月13日、TBS） - 川上哲夫
- 相棒 season3 第8話「誘拐協奏曲」（2004年12月15日、EX・東映） - 今井進一
- 薔薇のない花屋（2008年、CX） - 平川辰巳
- 水曜ミステリー9「付き人女優・安野すみれ 楽屋裏事件ファイル」（2009年1月21日、TX） - 古川茂男
- 大切なことはすべて君が教えてくれた 最終話（2011年、CX） - 津島昭宏
- 月曜ゴールデン / 制服捜査（2013年8月12日、TBS） - 片桐吾郎
- プレミアムドラマ / プラトニック（2014年、NHK BSプレミアム） - テツ
- 早子先生、結婚するって本当ですか?（2016年、CX） - 立木辰志[8]
- 日曜劇場 / ノーサイド・ゲーム（2019年、TBS） - 木戸祥助（日本蹴球協会・専務理事）

### 映画
- 悪太郎（1963年　日活）
- アスファルト・ガール（1964年　大映）
- 若い野ばら（1965年　松竹）
- 二人の銀座（1967年　日活）
- 大幹部 殴り込み（1969年　日活）
- 野蛮人のネクタイ（1969年　日活）
- 野獣を消せ（1969年　日活） - テーマ曲「ワイルド・クライ」も担当。
- 監獄人別帳（1970年　東映）
- 非情学園ワル（1973年　東映）
- 非情学園ワル　教師狩り（1973年　東映）
- 愛ってなんだろ（1973年　松竹）
- 藍より青く（1973年　松竹）
- 股旅（1973年　ATG）
- 続人間革命（1976年　東宝）
- 反逆の旅（1976年　松竹）
- 沖縄やくざ戦争（1976年　東映）
- 新仁義なき戦い 組長最後の日（1976年、東映） - 加田伸吉
- やくざ戦争 日本の首領（1977年　東映）
- 江戸川乱歩の陰獣（1977年　松竹）
- 歌麿 夢と知りせば（1977年　日本ヘラルド映画）
- 衝動殺人 息子よ（1979年　松竹）
- 日本の黒幕（1979年　東映）
- 徳川一族の崩壊（1980年　東映）
- 翔べイカロスの翼（1980年　映画センター）
- の・ようなもの（1981年　日本ヘラルド映画） - 出船亭志ん米 役
- 冒険者カミカゼ -ADVENTURER KAMIKAZE- （1981年、東映）
- 高原に列車が走った（1984年、東映）
- お葬式（1984年　ATG／伊丹プロ）
- 野蛮人のように（1985年　東映）
- CHECKERS IN TAN TAN たぬき（1985年　東宝）
- 紳士同盟（1986年 東映） - 高品博文
- 男はつらいよ ぼくの伯父さん（1989年　松竹）
- バカヤロー!4 YOU! お前のことだよ第二話「カラダだけの男」（1991年）
- 魚からダイオキシン!!（1992年　松竹）
- 青春デンデケデケデケ（1992年　東映）
- 帰って来た木枯し紋次郎（1993年　東宝）
- 米百俵 小林虎三郎の天命（1993年）
- 四十七人の刺客（1994年　東宝）
- 居酒屋ゆうれい（1994年　東宝）
- シャ乱Qの演歌の花道（1997年　東宝）
- 緑の街（1998年　ファーイーストクラブ）
- のど自慢（1999年　日活）
- ビッグ・ショー! ハワイに唄えば（1999年　東宝）
- どら平太（2000年　東宝）
- かあちゃん（2001年　東宝）
- クロエ（2002年　サンセントシネマワークス）
- 犬神家の一族（2006年　東宝） - 仙波刑事
- 恐喝一代記（2008年） - 大龍一家義誠会幹部 シマバラタケナリ(飯島真次郎の兄貴分)
- エクレール・お菓子放浪記（2011年）
- 天地明察（2012年　角川映画/松竹） - 本因坊道悦
- の・ようなもの のようなもの（2016年1月16日公開、松竹） - 出船亭志ん米 役[9]
- 感謝離　ずっと一緒に（2020年、イオンエンターテイメント） - 笠井謙三[10]

### 舞台
- 東宝ミュージカル グリース（1977年11月3日 - 23日、日本劇場） - ケニッキィ役
- ファニーガール（1980年）
- スライス・オブ・サタデー・ナイト（1992年）
- 香港ラプソディー（1993年3月1日 - 4月11日、アートスフィア / 4月16日 - 30日、シアター・ドラマシティ）
- マイ・フェア・レディ（2002年） - ドゥーリトル役
- 空中ブランコ（2008年4月20日 - 5月5日、東京芸術劇場）
- ドロウジー・シャペロン（2009年1月5日 - 29日、日生劇場）
- ア・ソング・フォー・ユー（2011年12月6日 - 18日、新国立劇場 / 12月21日、中日劇場 / 2012年1月7日 - 8日、兵庫県立芸術文化センター / 1月11日、金沢歌劇座） - ハンク役
- ミュージカル「冒険者たち」〜The Gamba 9〜（2013年6月6月6日 - 6月16日、サンシャイン劇場） - オイボレ役
- シアターBRAVA!10周年記念シリーズ　つながる音楽劇 麦ふみクーツェ〜everything is symphony!!〜（2015年04月10日 - 19日、世田谷パブリックシアター / 4月23日 - 26日、シアターBRAVA！）
- ザ・デイサービス・ショウ It's Only Rock'n Roll（2016年10月31日 - 12月8日、志木市民会館パルシティほか） - 松井譲治（ジョー） 役[11]
- 太陽にほえたら…（2023年10月4日 - 11日、俳優座劇場）[12]

### ライブ・コンサート
- ミュージックサプリメントO2（デュオコンサート with 尾崎紀世彦、2007年 - 2009年）[13]

他多数

### 吹き替え
- 踊る大紐育（ジーン・ケリー）※日本テレビ版
- ウエスト・サイド物語（ラス・タンブリン）
- 破壊!（ロバート・ブレイク）
- 探偵スヌープ姉妹：悪魔の祭りはどこ？（アリス・クーパー）
- 特捜刑事マイアミ・バイス（フィリップ・マイケル・トーマス）
- 新・弁護士ペリー・メイスン（フィリップ・マイケル・トーマス）
- アニー
- マペット・ショー（ハリー・ベラフォンテ）

### バラエティ番組
- THE夜もヒッパレ（日本テレビ）

他多数

### NHKみんなのうた
※▲はラジオのみの放送、△は『特集みんなのうた』での放送。
| 放送期間                                                                                      | 放送曲             | 再放送 |
| --------------------------------------------------------------------------------------------- | ------------------ | --- |
| 1977年（昭和52年）8月 - 9月 1984年（昭和59年）2月 - 3月                                       | サラマンドラ       | 1978年（昭和53年）2月 - 3月 1979年（昭和54年）10月 - 11月 2009年（平成21年）2月 - 3月▲ 1989年（平成元年）4月 - 5月 2015年（平成27年）2月 - 3月 2021年（令和3年）10月 - 11月                                                       |
| 1977年（昭和52年）12月 - 1978年（昭和53年）1月 1984年（昭和59年）12月 - 1985年（昭和60年）1月 | 赤鬼と青鬼のタンゴ | （詳細） |
| 1988年（昭和63年）10月 - 11月                                                                 | フラミンゴのワルツ | 1989年（平成元年）12月25日△ 1997年（平成9年）10月 - 11月▲ 2009年（平成21年）10月 - 11月 2011年（平成23年）10月 - 11月 2016年（平成28年）10月 - 11月 2020年（令和2年）12月4日・2021年（令和3年）1月29日 2024年（令和6年）2月 - 3月 |

- 「サラマンドラ」「赤鬼と青鬼のタンゴ」は1984年にステレオ放送用に再レコーディングした。「赤鬼と青鬼のタンゴ」のステレオ版は1984年9月24日放送の『みんなのうた　秋をうたう』で「秋物語」（歌：尾崎紀世彦）と共に先行で披露された。

### CM
- カネボウ食品「ノンフライきしめん」(1977年)
- 公共広告機構「一年たったら『歩く』目になる」(1983年)※ナレーション

### Vシネマ
・闘牌伝アカギ（1995年　竹書房）

## 受賞歴
- 第20回 日劇ウエスタンカーニバル プレスリー賞
- 第19回ヨコハマ映画祭 助演男優賞 - 『シャ乱Qの演歌の花道』
- 第5回 菊田一夫演劇賞